# Heeder See
Der Heeder See ist ein ehemaliger Bagger- und heutiger Badesee in Heede im Landkreis Emsland in Niedersachsen.

## Lage und Beschaffenheit
Er liegt etwas außerhalb von Heede, ca. 1 km entfernt von der BAB 31, Ausfahrt Dörpen. Er grenzt direkt an die Bundesstraße 401. 
Der See hat eine Wasserfläche von ca. 12 ha und einen 700 m langen Badestrand.

### Veranstaltungen
Bekannt geworden ist der See durch das jährliche Fest „Heeder See in Flammen“, das traditionell am ersten Augustwochenende eines jeden Jahres stattfindet. In den letzten Jahren besuchten an die 10.000 Menschen das Fest mit vier großen Festzelten direkt am Wasser, Attraktionen rund um den See und einem Feuerwerk.

### Einrichtungen
- Am See befinden sich Campingplätze, Wochenendhäusern und ein Jugendzeltplatz.
- Trampolinanlage
- Beachvolleyballfeld
- Wasserski/Wakeboardanlage: Seit einigen Jahren wird eine über 1 km lange Wasserskianlage mit einem 960 m langen Umlaufseil am Heeder See betrieben. Sie gilt als eine der größten Europas. Die Anlage Blue-Bay-Wasserski bietet das Erlebnis Wakeboarden und Wasserskifahren für Anfänger und Profis auf kristallklarem Wasser vor herrlicher Strandkulisse.